# Tattoo You
Tattoo You [tə'tu: ju:] ist das 16. Album der Rolling Stones und erschien im August 1981 bei Atlantic und EMI.
Das Album stieg unmittelbar nach der Veröffentlichung in den US-amerikanischen Billboard-Charts auf Platz 1 ein und belegte diesen Platz für neun Wochen, in Großbritannien erreichte das Album Platz 2.
Tattoo You ist das bis zu diesem Zeitpunkt meistverkaufte Album der Rolling Stones.

## Geschichte des Albums
Die Songs entstanden während zurückliegender Aufnahmesessions in den Studios Compass Point Studios (Nassau), Pathé Marconi (Paris), Electric Lady (New York), RSM (Rotterdam), Musicland (München), Dynamic Sound (Kingston), Atlantic (New York) und Village Recorders (Los Angeles). Daher ist hier auch noch der bereits 1974 ausgeschiedene Mick Taylor (Tops und Waiting on a Friend) als Gitarrist zu hören. Außerdem waren neben den Rolling Stones folgende Musiker beteiligt: Sonny Rollins (Saxophon), Ian Stewart (Klavier), Billy Preston (Orgel), Nicky Hopkins (Keyboards), Wayne Perkins (Gitarren-Solo auf Worried About You), Ollie Brown und Kasper Winding (Perkussion) sowie Pete Townshend (Backgroundgesang auf Slave).
Trotz der zeitlich unterschiedlich erfolgten Aufnahmen klingt das Album frisch und in sich geschlossen. Auffällig ist, dass auf der A-Seite der LP die eher schnellen, auf der B-Seite die langsameren Stücke versammelt sind. Das Album enthält mit Start Me Up und Waiting on a Friend zwei Stücke, die zu Stones-Klassikern wurden. Bei Black Limousine und No Use in Crying wird Ron Wood als Co-Autor genannt.
Nach Erscheinen der LP begannen die Rolling Stones am 25. September 1981 ihre Tournee durch die USA, bei der der damals noch recht unbekannte Musiker Prince mit seiner Begleitband als Vorgruppe für zwei Konzerte auftrat. Doch seine beiden Konzerte am 9. und 11. Oktober 1981 im Los Angeles Memorial Coliseum entwickelten sich zu einem Debakel und Prince wurde von dem Publikum von der Bühne gebuht. Bei einem Konzert in Kansas City stand auch Mick Taylor als Gast mit den Rolling Stones auf der Bühne.
Die Single Start Me Up erreichte in den USA Platz 2 der Hitparade und ist damit der vorerst letzte große Hit der Rolling Stones. Entweder 1975 oder 1977/78 wurde dieser Song unter dem Titel Never Stop als Reggae-Version eingespielt, aber nie veröffentlicht.

## Titelliste
Seite 1:
1. Start Me Up (Jagger/Richards) – 3:31
2. Hang Fire (Jagger/Richards) – 2:21
3. Slave (Jagger/Richards) – 6:34
4. Little T & A (Jagger/Richards) – 3:21
5. Black Limousine (Jagger/Richards/Wood) – 3:31
6. Neighbours (Jagger/Richards) – 3:32

Seite 2:
1. Worried About You (Jagger/Richards) – 5:16
2. Tops (Jagger/Richards) – 3:46
3. Heaven (Jagger/Richards) – 4:21
4. No Use in Crying (Jagger/Richards/Wood) – 3:28
5. Waiting on a Friend (Jagger/Richards) – 4:32

## Kommerzieller Erfolg

### Chartplatzierungen
| ChartsChartplatzierungen       | Höchstplatzierung | Wochen |
| ------------------------------ | ----------------- | ------ |
| Deutschland (GfK)              | 3 (19 Wo.)        | 19     |
| Österreich (Ö3)                | 2 (12 Wo.)        | 12     |
| Schweiz (IFPI)                 | 8 (3 Wo.)         | 3      |
| Vereinigte Staaten (Billboard) | 1 (59 Wo.)        | 59     |
| Vereinigtes Königreich (OCC)   | 2 (30 Wo.)        | 30     |

### Auszeichnungen für Musikverkäufe
| Land/Region                  | Auszeichnungen für Musikverkäufe (Land/Region, Auszeichnung, Verkäufe) | Verkäufe  |
| ---------------------------- | ---------------------------------------------------------------------- | --------- |
| Argentinien (CAPIF)          | Gold                                                                   | 30.000    |
| Frankreich (SNEP)            | Gold                                                                   | 100.000   |
| Kanada (MC)                  | 4× Platin                                                              | 400.000   |
| Neuseeland (RMNZ)            | Platin                                                                 | 20.000    |
| Niederlande (NVPI)           | Gold                                                                   | 50.000    |
| Spanien (Promusicae)         | Gold                                                                   | 50.000    |
| Vereinigte Staaten (RIAA)    | 4× Platin                                                              | 4.000.000 |
| Vereinigtes Königreich (BPI) | Gold                                                                   | 100.000   |
| Insgesamt                    | 5× Gold · 9× Platin ·                                                  | 4.750.000 |

Hauptartikel: The Rolling Stones/Auszeichnungen für Musikverkäufe